# Wisełka (dopływ Iny)
Wisełka – struga w województwie zachodniopomorskim, prawobrzeżny dopływ Iny o długości 8,92 km. Uchodzi w okolicach osady Bącznik, powyżej miasta Goleniów (w pobliżu ujścia znajdują się także ruiny starego młyna wodnego). Naturalne tarliska ryb.

## Historia
Zgodnie z dokumentem wystawionym w 1269 roku przez Barnima I Wisełka (występująca wtedy pod nazwą Dobera) była rzeką graniczną pomiędzy ziemią maszewską a ziemią goleniowską. Z kolei w 1291, w dokumencie, w którym książę Bogusław IV darował miastu Stargard wieś Przemocze (Prymhus) wraz z przyległymi do niej lasami, struga została określona po łacinie jako Vollegrop:

conterimus miricam nostram, jacentem circa villam Prymhus versus Jnam flumen nostrum, civitati nostrae Stargard praedictae et omnibus inbabitatoribus ejus inter duos rivos illos, quorum unus fluit in ista parte Primus inter Prymhus et Potzerlin villas illas, alter vero fluit ab illa parte versus Golnow et vocatur flumen VoIIegrop, ita quod totam miricam illam inter praedictos duos riuos jacentem praedictae civitati nostrae taliter appropriamus, quod fundum et omnia ligna possidere dedent in omni usu.

## Rewitalizacja
W lipcu 2024 roku stowarzyszenia Rewilding Oder Delta oraz Towarzystwa Przyjaciół Rzek Iny i Gowienicy przeprowadziły prace mające na celu przywrócenie naturalnych tarlisk ryb. Struga została udrożniona, a w pobliżu młynu w Bączniku usunięto próg piętrzący w nieczynnym jazie i usypano trzy szerokie pryzmy żwirowo-kamienne. Mają one niwelować różnicę poziomów wody i ułatwić rybom migrację w górę strugi.